# Matador minder
|  | Denne artikel er oprettet af botten PalnaBot ud fra en ekstern database. Den kan derfor have sproglige fejl eller mangler. Denne skabelon kan fjernes efter kontrol af indholdet. |

Matador minder er en dokumentarfilm instrueret af Pernille Nordstrøm efter manuskript af Pernille Nordstrøm.

## Handling
Gamle minder, sjove anekdoter og spændende neddyk i hukommelsen. Seriens medvirkende, anno 2006, fortæller veloplagt og levende om tiden med Matador.